# Masters of the Universe: The Arcade Game
Masters of the Universe: The Arcade Game, anche conosciuto con il titolo Masters of the Universe: The Ilearth Stone, è un videogioco basato sulla serie d'animazione He-Man e i dominatori dell'universo, pubblicato nel 1987 per Commodore 64 e ZX Spectrum dalla U.S. Gold.
Vennero annunciate anche versioni per altri computer, ma non risultano uscite.

## Trama
Skeletor, grazie al potere ottenuto dal ritrovamento della pietra di Ilearth, si è impadronito del castello di Grayskull con un esercito di cloni. Il mago Orko è rimasto imprigionato da un proprio incantesimo sbagliato da qualche parte nel castello. He-Man si introduce nel castello per fermare Skeletor e deve per prima cosa liberare il suo alleato Orko e trovare per lui gli ingredienti necessari per una magia che trasformerà la spada di He-Man in un Atom Smasher ("spacca-atomi"). Con questa arma potrà distruggere la pietra di Ilearth e ottenere la vittoria.

## Modalità di gioco
Il giocatore controlla He-Man che deve esplorare a piedi il castello e parte della zona boscosa circostante. He-Man può correre, usare l'arma e saltare; i suoi movimenti sono piuttosto lenti.
L'ambiente, non lineare, è formato da varie zone a scorrimento orizzontale collegate da porte; la visuale, a seconda della zona, è bidimensionale di profilo oppure leggermente isometrica, con la possibilità di muovere il personaggio anche in profondità. Nelle zone bidimensionali He-Man deve saltare su piattaforme e ascensori.
Sotto la visuale si ha un pannello informativo con varie indicazioni, tra cui energia della spada, energia dello scudo protettivo, inventario grafico degli ingredienti raccolti, tempo rimasto sotto forma di lune.
Dappertutto si incontrano le guardie di Skeletor sotto forma di vari tipi di soldati e creature, spesso dotati di armi a distanza.
Inizialmente He-Man può colpire i nemici solo in corpo a corpo con la spada; in giro si possono trovare dei power-up per potenziarla e ottenere attacchi a distanza, ma con carica limitata.
Esaurito lo scudo protettivo, al successivo colpo subìto si perde una vita; è possibile anche perdere una vita direttamente se si cade in precipizi o terreni letali.